# Hakuna matata (uitdrukking)

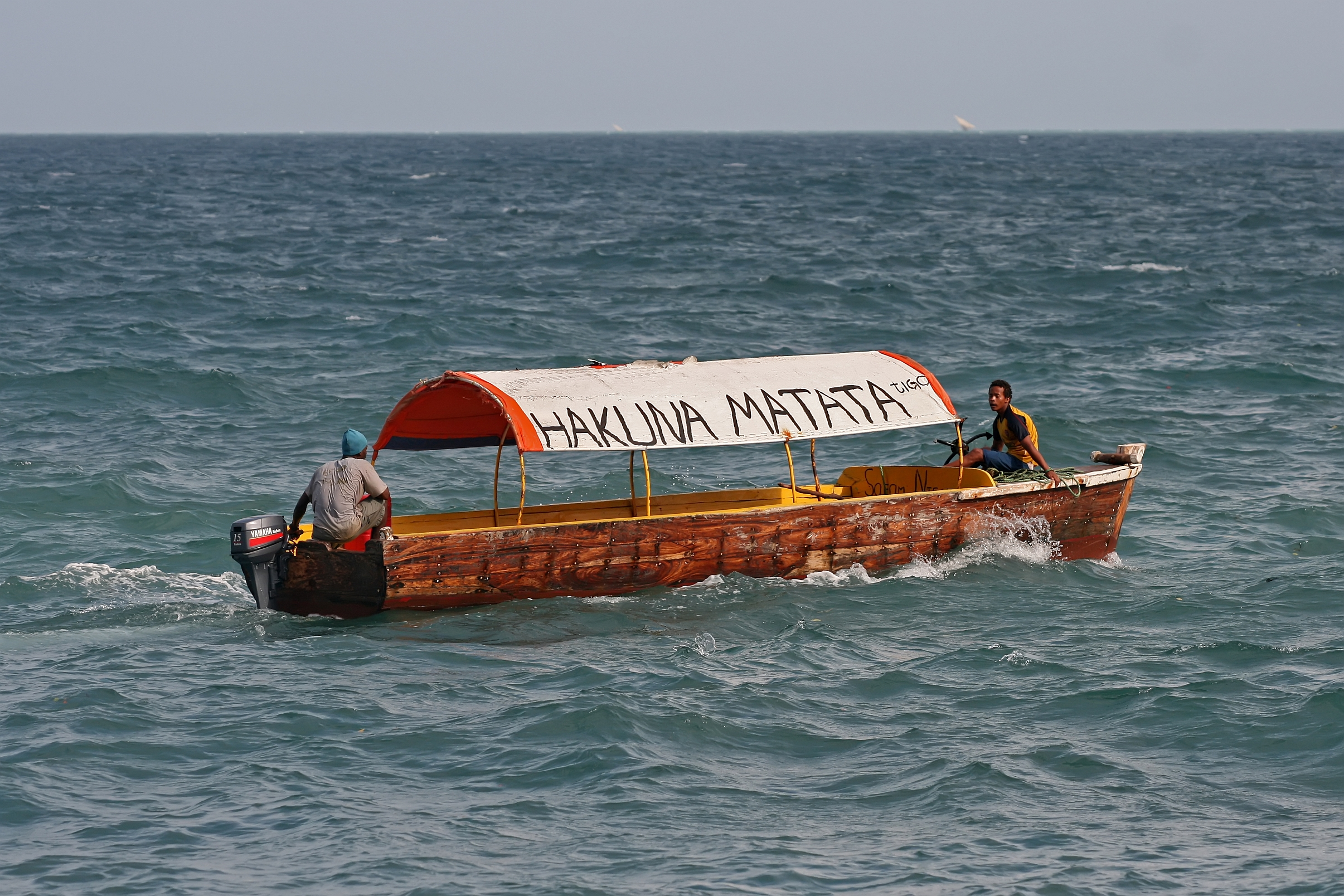
Hakuna matata op een boot in Zanzibar.

Hakuna matata is een uitdrukking uit het Swahili die zoiets betekent als "geen zorgen" dan wel "wind je niet op". Letterlijk vertaald luidt de uitdrukking: "er is/zijn geen" (hakuna) "problemen/moeilijkheden" (matata).
Voor sprekers van het Swahili in het noorden en in het zuiden van Tanzania is de uitdrukking ongewoon. Zij geven over het algemeen de voorkeur aan respectievelijk hamna shida en hamna tabu.
De uitdrukking is beroemd geworden door het gelijknamige liedje uit de tekenfilm The Lion King van Walt Disney Pictures.